# Hoằng Đông
Hoằng Đông là một xã thuộc huyện Hoằng Hóa, tỉnh Thanh Hóa, Việt Nam.

## Địa lý
Xã Hoằng Đông nằm ở phía đông nam huyện Hoằng Hóa, có vị trí địa lý:
- Phía đông giáp các xã Hoằng Thanh và Hoằng Phụ
- Phía tây giáp xã Hoằng Lưu
- Phía nam giáp xã Hoằng Phong
- Phía bắc giáp xã Hoằng Ngọc.

Xã Hoằng Đông có diện tích tự nhiên 4,34 km².

### Dân cư
Tính đến ngày 31/12/2022, xã Hoằng Đông có quy mô dân số là 5.854 người (bao gồm dân số thường trú là 5.728 người, dân số tạm trú quy đổi là 126 người), mật độ dân số đạt 1.349 người/km².
Theo Tổng điều tra dân số và nhà ở năm 2019, xã Hoằng Đông có dân số là 5.153 người. Mật độ dân số đạt 1.187 người/km².
Dân số năm 2009 là 5.561 người, mật độ dân số đạt 1.350 người/km².
Dân số năm 1999 là 5.506 người, mật độ dân số đạt 1.336 người/km².

## Lịch sử
Địa bàn xã Hoằng Đông trước đây là một phần thuộc tổng Ngọc Chuế, phủ Hoằng Hóa.
Năm 1946, giải thể tổng Ngọc Chuế và chia thành 6 xã thuộc huyện Hoằng Hóa. Đến năm 1947, sáp nhập 3 xã Đông Phụ, Hưng Đạo và Thanh Khê (phía nam tổng Ngọc Chuế cũ) thành xã Hoằng Thanh. Tháng 6 năm 1953, chia xã Hoằng Thanh thành 3 xã: Hoằng Thanh, Hoằng Đông và Hoằng Phụ cùng thuộc huyện Hoằng Hóa.
Năm 2018, xã Hoằng Đông có 11 thôn, đánh số từ 1 đến 11. Ngày 11 tháng 7 cùng năm, Hội đồng nhân dân tỉnh Thanh Hóa khóa XVII thông qua Nghị quyết về việc sắp xếp thôn, tổ dân phố trên địa bàn tỉnh; theo đó:
- Sáp nhập thôn 1 và thôn 2 thành thôn Quang Trung
- Sáp nhập thôn 3, thôn 4 và một phần thôn 5 thành thôn Đông Tân
- Sáp nhập thôn 6 với một phần thôn 5, một phần thôn 7 thành thôn Phú Xuân
- Sáp nhập thôn 8, thôn 11 với một phần thôn 7 thành thôn Lê Giang
- Sáp nhập thôn 9 và thôn 10 thành thôn Lê Lợi.

Sau sắp xếp, xã Hoằng Đông có 5 thôn như hiện nay.

## Hành chính
Xã Hoằng Đông được chia thành 5 thôn: Đông Tân, Lê Giang, Lê Lợi, Phú Xuân, Quang Trung.